# 216P/LINEAR
216P/LINEAR (też LINEAR 16) – kometa krótkookresowa, należąca do rodziny Jowisza. 

## Odkrycie
Kometa została odkryta 1 lutego 2001 roku w ramach programu obserwacyjnego LINEAR.

## Orbita komety i właściwości fizyczne
Orbita komety 216P/LINEAR ma kształt elipsy o mimośrodzie 0,44. Jej peryhelium znajduje się w odległości 2,15 j.a., aphelium zaś 5,61 j.a. od Słońca. Jej okres obiegu wokół Słońca wynosi 7,65 roku, nachylenie do ekliptyki to wartość 9,04˚.
Jądro tej komety ma rozmiary maks. kilku km.